# Götz Olaf Rausch

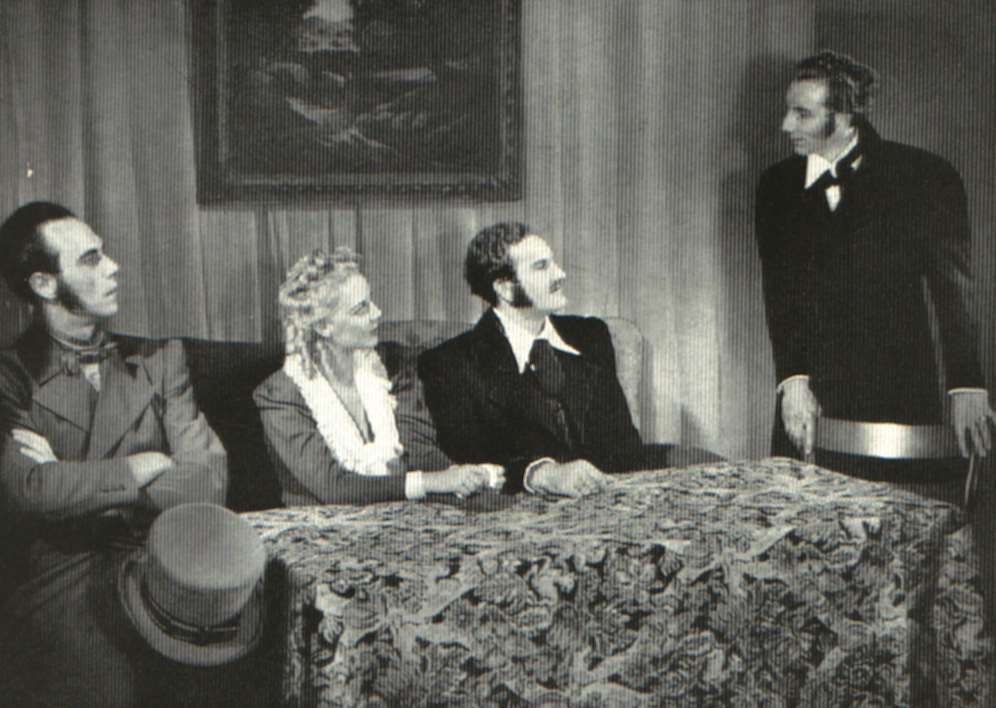
Götz Olaf Rausch (links), 1949

Götz Olaf Rausch (* 30. Juni 1921 in Berlin; † 30. September 1992 in Bad Kissingen, Bayern) war ein deutscher Schauspieler und Theaterregisseur.

## Leben
Nach Abitur und Kriegsdienst begann er seine schauspielerische Laufbahn 1945 am Theater der Jugend in München. Weitere Stationen waren die Bayerische Landesbühne, das Junge Theater, das Neue Theater, das Theater am Brunnenhof und das Theater Die Spieler.
1947 bis 1950 gehörte er zum Ensemble am Schauspielhaus Bochum, es folgten Gastspiele unter anderem am Theater Bielefeld, Theater Dortmund und bei den Festspielen auf Schloss Burg. Von 1956 bis 1958 war er Oberspielleiter am Stadttheater Trier und von 1958 bis 1960 erster Spielleiter am Schlosstheater Celle.
Nach seinem letzten Engagement an der Komödie in Basel 1961/1962 arbeitete er freischaffend. Rausch gastierte an zahlreichen Theatern, darunter 1979 an der Schaubühne am Lehniner Platz. Seit 1960 war er in einer großen Anzahl von Fernsehproduktionen zu sehen, besonders in Fernsehserien, darunter auch mehrmals in der Krimireihe Tatort. Er wirkte umfangreich beim Hörfunk und war mit der Schauspielerin Anneliese Wertsch verheiratet.

## Filmografie
| - 1962: Der kleine Lord - 1963: Die Legende vom heiligen Trinker - 1963: Robinson soll nicht sterben - 1964: Das Martyrium des Peter O’Hey - 1964: Der Trojanische Krieg findet nicht statt - 1965: Judith - 1965: Nemo taucht auf - 1966: Üb immer Treu nach Möglichkeit (Fernsehserie) - 1966: Der Zauberer Gottes - 1967: Pechvogel - 1967: Der Schpunz - 1967: Das Kriminalmuseum – Die Telefonnummer (Fernsehserie) - 1968: Altaich - 1969: Meine Tochter – Unser Fräulein Doktor - 1969: 1001 Nacht (Fernsehserie) - 1970: So zärtlich war Suleyken (Fernsehserie) - 1971: Otto, der Klavierstimmer - 1972: Land | - 1972: Geheimagenten - 1972: Scheidung auf musikalisch - 1972: Mein Bruder – Der Herr Dokter Berger (Fernsehserie) - 1975: Tadellöser & Wolff (Mehrteiler) - 1976: Tatort: Transit ins Jenseits - 1977: Die seltsamen Abenteuer des Herman van Veen (Fernsehserie) - 1978: Jauche und Levkojen (Mehrteiler) - 1978: Tatort: Sterne für den Orient - 1979: 1+1=3 - 1979: Die Magermilchbande (Fernsehserie) - 1979: Ein Kapitel für sich (Mehrteiler) - 1979: Tatort: Gefährliche Träume - 1980: Nirgendwo ist Poenichen (Mehrteiler) - 1983: Überall ist Wunderland - 1983: Polizeiinspektion 1 – Die Fortuna-Verkehrs-GmbH - 1983: Monaco Franze – Der ewige Stenz (Episode 08) - 1987: Der elegante Hund (Fernsehserie) - 1989: Josef Filser (Fernsehserie) |